# Botswana International 2021
Die Botswana International 2021 im Badminton fanden vom 25. bis zum 28. November 2021 im Lobatse Stadium in Lobatse statt. 

## Sieger und Platzierte
| Disziplin    | Gold                             | Silber                          | Bronze                              |
| ------------ | -------------------------------- | ------------------------------- | ----------------------------------- |
| Herreneinzel | Farogh Sanjay Aman               | Naren Shankar Iyer              | Priyansh Khushwani                  |
| Herreneinzel | Farogh Sanjay Aman               | Naren Shankar Iyer              | Ruan Snyman                         |
| Dameneinzel  | Revati Devasthale                | Johanita Scholtz                | Kamila Smagulova                    |
| Dameneinzel  | Revati Devasthale                | Johanita Scholtz                | Aisha Zhumabek                      |
| Herrendoppel | Jarred Elliott Robert Summers    | Artur Niyazov Dmitriy Panarin   | Jason Mann Dillan Kyle Schaap       |
| Herrendoppel | Jarred Elliott Robert Summers    | Artur Niyazov Dmitriy Panarin   | Tumisang Olekantse Perekisi Tshepo  |
| Damendoppel  | Amy Ackerman Johanita Scholtz    | Kamila Smagulova Aisha Zhumabek | Tessa Kabelo Tebogo Ndzinge         |
| Damendoppel  | Amy Ackerman Johanita Scholtz    | Kamila Smagulova Aisha Zhumabek | Michaela Ohlson Diane Olivier       |
| Mixed        | Dmitriy Panarin Kamila Smagulova | Artur Niyazov Aisha Zhumabek    | Jarred Elliott Amy Ackerman         |
| Mixed        | Dmitriy Panarin Kamila Smagulova | Artur Niyazov Aisha Zhumabek    | Robert White Deidre Laurens Jordaan |